# Borghetto Santo Spirito

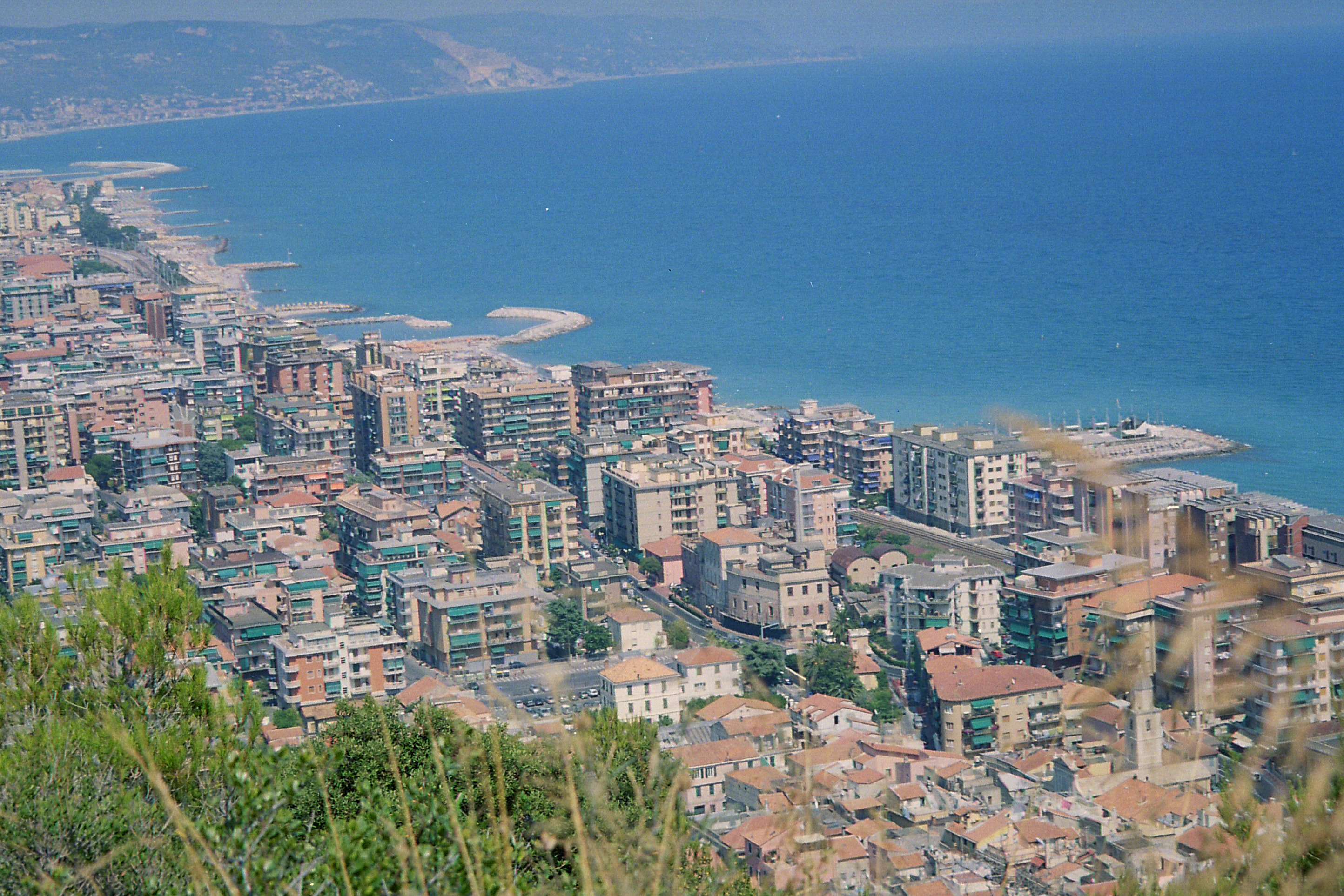
Borghetto Santo Spirito

Borghetto Santo Spirito – miejscowość i gmina we Włoszech, w regionie Liguria, w prowincji Savona. Siedziba gminy i ośrodek turystyczny. Warto zwiedzić zabytkowego centrum miasta. Miejscowość posiada własny port jachtowy. Przez centrum przebiega Via Aurelia oraz linia kolejowa z Savony do Francji. W pobliżu znajduje się węzeł na Autostradzie A10 (tzw. Autostrada Kwiatów).
Według danych na rok 2004 gminę zamieszkuje 5076 osób, 1015,2 os./km².